# Pinto

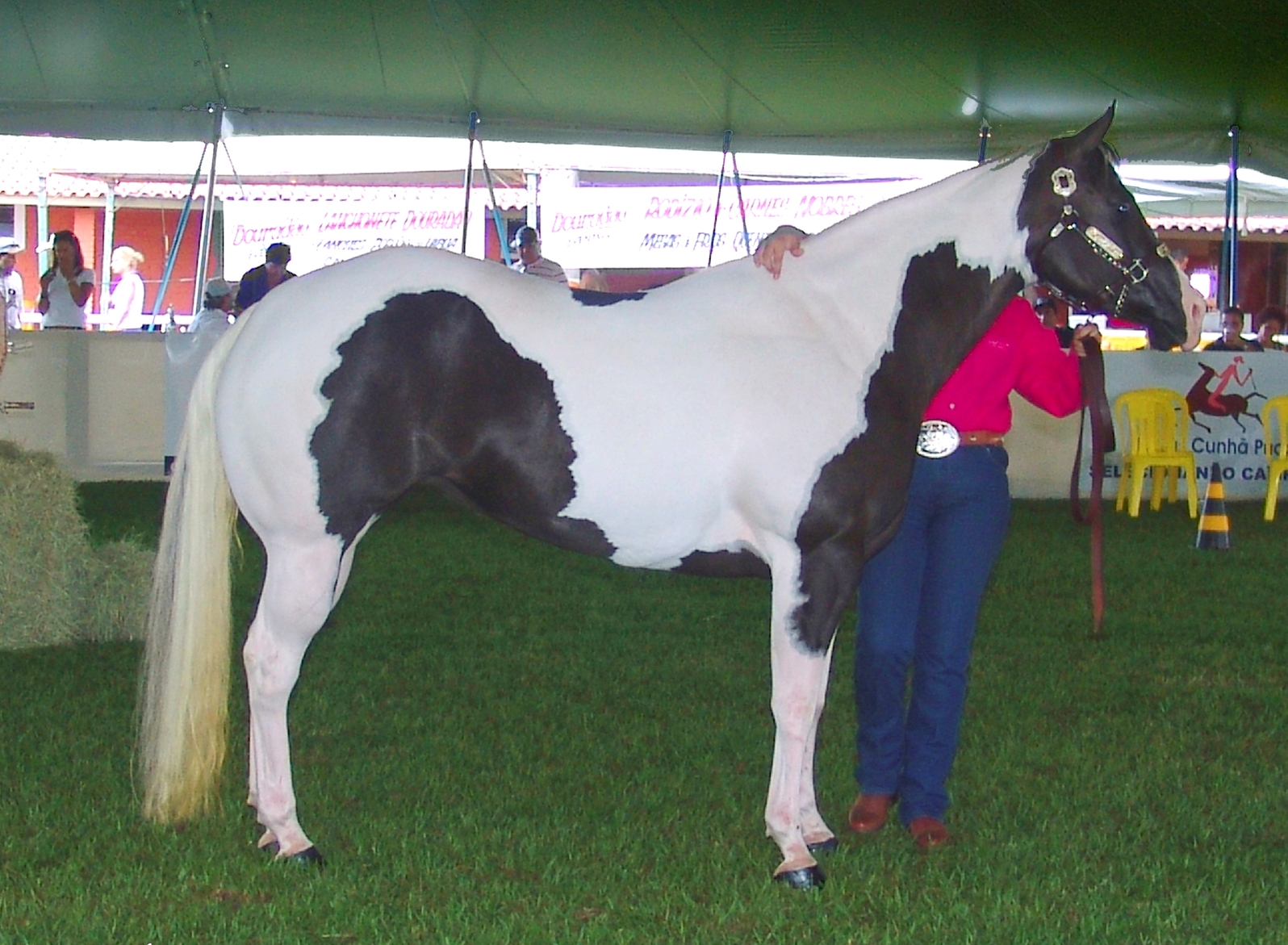
Koń Pinto w typie Tobiano

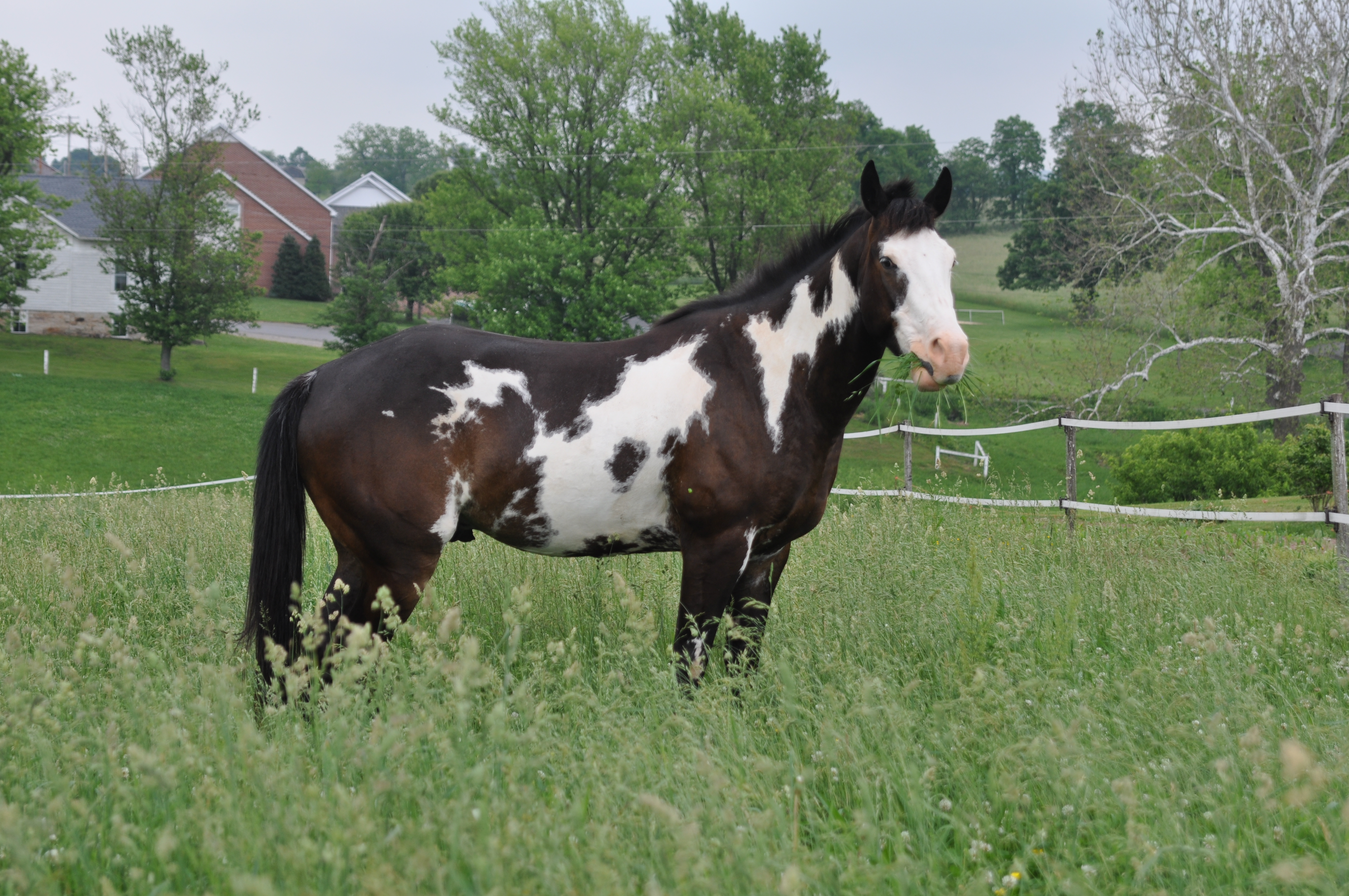
Koń Pinto w typie Overo

Pinto – rasa koni pochodząca z USA i od 1963 uznawana za oddzielną rasę. Od 1956 hodowane pod okiem Pinto Horse Association of America (PtHA) pod kątem ubarwienia, harmonijnej budowy i chodów.
Wysokość w kłębie: 130-170 cm. W Niemczech, Austrii i Szwajcarii przeważają konie mniejsze.
Konie Pinto nie są właściwie rasą, lecz populacją o umaszczeniu srokatym. Do księgi stadnej Pinto można wpisać każdego konia srokatego. Zrozumiałe więc, że pod względem eksterieru konie te są bardzo zróżnicowane. Bywają małe w typie kuców i duże, w typie koni gorącokrwistych. W USA  uwzględniane są następujące typy:
- Stock Horse - w typie Quarter Horse
- Hunter - w typie folbluta
- Pleasure Type - dobry koń wierzchowy w typie konia konia arabskiego skrzyżowanego z koniem Morgana
- Saddle Type - odpowiada American Saddlebred
- Mini A - koń mierzący 35 cali (88,9 cm) w kłębie i mniej w wieku dojrzałym
- Mini B - koń mierzący ponad 35 cali (88,9 cm) w kłębie, ale nie przekracza 39 cali (99 cm) w wieku dojrzałym

Koń Pinto jest na ogół przyjaznym i chętnym do pracy wierzchowcem.

## Umaszczenie
Konie rasy pinto mają zwykle srokate umaszczenie, jednak zdarzają się także tarantowate konie tej rasy. Zasadniczo dzieli się ich umaszczenie na dwa rodzaje wzoru: Tobiano - biała i kolorowa sierść tworzą duże, dobrze odgraniczone powierzchnie (zazwyczaj ma ciemny kolor, a nogi są zwykle białe powyżej stawów skokowych, grzywa i ogon są często dwukolorowe) i Overo - plamy są mniejsze i białe plamy rozchodzą się z boków lub brzucha zwierzęcia, rozprzestrzeniając się w kierunku szyi, ogona, nóg i grzbietu. Overo wygląda jak kolorowy koń z białymi znaczeniami.

## Budowa
Głowa jest zazwyczaj o prostym profilu, z dużymi, wyrazistymi oczami.
Podobnie jak u wielu amerykańskich koni, kłąb nie jest wydatny.
Grzbiet jest mocny, a zad zaokrąglony i spadzisty.
Głowa jest raczej niewielka, a szyja dość długa i chuda.

## Użytkowość
Koń Pinto jest z reguły godnym zaufania wierzchowcem.
Używany w westernie, rekreacji i skokach przez przeszkody.

## Chody
Wszystkie chody są energiczne, ale nie zawsze regularne.
Koń ten potrafi szybko galopować.